# Calca
Calca es un ciudad peruana capital del distrito y de la provincia homónimos en el departamento del Cuzco. También es nombrada como Villa de Zamora según documentos oficiales que datan de la colonia. En 19 de septiembre de 1898 es elevada a categoría de ciudad.
Tenía una población de 8132 habitantes en el 1993. Está a una altitud de 2925 m s. n. m.

## Clima
| Parámetros climáticos promedio de Calca (territorios entre 2500 - 3000 m s. n. m.). | Parámetros climáticos promedio de Calca (territorios entre 2500 - 3000 m s. n. m.). | Parámetros climáticos promedio de Calca (territorios entre 2500 - 3000 m s. n. m.). | Parámetros climáticos promedio de Calca (territorios entre 2500 - 3000 m s. n. m.). | Parámetros climáticos promedio de Calca (territorios entre 2500 - 3000 m s. n. m.). | Parámetros climáticos promedio de Calca (territorios entre 2500 - 3000 m s. n. m.). | Parámetros climáticos promedio de Calca (territorios entre 2500 - 3000 m s. n. m.). | Parámetros climáticos promedio de Calca (territorios entre 2500 - 3000 m s. n. m.). | Parámetros climáticos promedio de Calca (territorios entre 2500 - 3000 m s. n. m.). | Parámetros climáticos promedio de Calca (territorios entre 2500 - 3000 m s. n. m.). | Parámetros climáticos promedio de Calca (territorios entre 2500 - 3000 m s. n. m.). | Parámetros climáticos promedio de Calca (territorios entre 2500 - 3000 m s. n. m.). | Parámetros climáticos promedio de Calca (territorios entre 2500 - 3000 m s. n. m.). | Parámetros climáticos promedio de Calca (territorios entre 2500 - 3000 m s. n. m.). |
| Mes                                                                                 | Ene.                                                                                | Feb.                                                                                | Mar.                                                                                | Abr.                                                                                | May.                                                                                | Jun.                                                                                | Jul.                                                                                | Ago.                                                                                | Sep.                                                                                | Oct.                                                                                | Nov.                                                                                | Dic.                                                                                | Anual                                                                               |
| ----------------------------------------------------------------------------------- | ----------------------------------------------------------------------------------- | ----------------------------------------------------------------------------------- | ----------------------------------------------------------------------------------- | ----------------------------------------------------------------------------------- | ----------------------------------------------------------------------------------- | ----------------------------------------------------------------------------------- | ----------------------------------------------------------------------------------- | ----------------------------------------------------------------------------------- | ----------------------------------------------------------------------------------- | ----------------------------------------------------------------------------------- | ----------------------------------------------------------------------------------- | ----------------------------------------------------------------------------------- | ----------------------------------------------------------------------------------- |
| Temp. máx. media (°C)                                                               | 20.8                                                                                | 20.5                                                                                | 20.9                                                                                | 21.4                                                                                | 21.2                                                                                | 20.8                                                                                | 20.6                                                                                | 21.8                                                                                | 21.5                                                                                | 22.8                                                                                | 22.3                                                                                | 21.1                                                                                | 21.3                                                                                |
| Temp. media (°C)                                                                    | 14.2                                                                                | 14.1                                                                                | 14.3                                                                                | 13.9                                                                                | 13                                                                                  | 11.8                                                                                | 11.8                                                                                | 12.8                                                                                | 13.7                                                                                | 15.1                                                                                | 14.9                                                                                | 14.4                                                                                | 13.7                                                                                |
| Temp. mín. media (°C)                                                               | 7.7                                                                                 | 7.8                                                                                 | 7.7                                                                                 | 6.5                                                                                 | 4.8                                                                                 | 2.9                                                                                 | 3                                                                                   | 3.8                                                                                 | 6                                                                                   | 7.4                                                                                 | 7.6                                                                                 | 7.7                                                                                 | 6.1                                                                                 |
| Fuente: climate-data.org                                                            |                                                                                     |                                                                                     |                                                                                     |                                                                                     |                                                                                     |                                                                                     |                                                                                     |                                                                                     |                                                                                     |                                                                                     |                                                                                     |                                                                                     |                                                                                     |

## Lugares de interés
1. Centro arqueológico de Huchuy Qosqo

- Aguas termales de Machacancha[6]
- Aguas termales de Minas Moqo[7]
- Sitio arqueológico de Calispuquio[8]
- Sitio arqueológico de Ankasmarka[9]
- Sitio arqueológico de Urqo[10]

## Cultura
- Festividad de la Virgen Asunta de Calca[11]
- Aniversario de la fundación de Calca